# Pierre Mariani
Pierre Mariani (1957) was tot 2012 CEO van de Belgisch-Franse bank Dexia. Hij behaalde diploma's aan de École des Hautes Études Commerciales (HEC) en de École nationale d'administration en werd licenticaat in de rechten.

## Bankier
In 1982 ging Mariani in dienst op het ministerie van Economie en Financiën als inspecteur. Vanaf 1986 tot 1992 was hij gespecialiseerd in arbeid, tewerkstelling, gezondheidszorg en sociale zekerheid. In 1993 werd hij kabinetschef van de toenmalige minister van Begroting Nicolas Sarkozy, alsook tot regeringswoordvoerder belast met de communicatie.
In 1996 werd hij directeur-generaal en lid van het directorium van de Banque pour l’expansion industrielle (Banexi), de zakenbank van BNP Paribas, waarvan hij voorzitter van het directorium werd in 1997. In 1999 vervoegde hij de Groep BNP Paribas waar hij werd benoemd tot directeur Internationale Retailbanking en later in 2003 tot directeur Internationale Retailbanking en Financiële Diensten. In 2008 werd hij benoemd tot adjunct-directeur-generaal.
Na het losbarsten van de Kredietcrisis werd hij in 2008 aangesteld tot CEO van de Dexia-bank, Jean-Luc Dehaene werd voorzitter van de raad van bestuur. De volledige functie van Mariani - binnen Dexia - wordt omschreven als gedelegeerd bestuurder en voorzitter van het directiecomité van Dexia NV. Hij is eveneens lid van de raad van bestuur van Dexia Bank België, Dexia Crédit Local en Dexia Banque Internationale à Luxembourg. In mei 2011 werd er nog een salaris van 1,6 miljoen euro uitgekeerd aan de CEO van Dexia, voor zijn prestaties in 2010. Enkele maanden later was het Dexia aandeel zo goed als niets meer waard en staat de bank op instorten.
Mariani is een vertrouweling van de Franse president Sarkozy en wordt in de pers meermaals genoemd voor een hoog ambt in de Franse administratie. De functie van secretaris-generaal van het Elysée kwam even in beeld, maar werd ook ontkend door de betrokkene.